# Solliès-Pont
Solliès-Pont är en kommun i departementet Var i regionen Provence-Alpes-Côte d'Azur i sydöstra Frankrike. Kommunen ligger i kantonen Solliès-Pont som tillhör arrondissementet Toulon. År 2022 hade Solliès-Pont 12 210 invånare.

## Befolkningsutveckling
Antalet invånare i kommunen Solliès-Pont
| Referens: INSEE |